# Десант у Здудичах
Десант у Здудичах, що відбувся 26 червня 1944 року, був здійснений за допомогою кораблів Дніпровської військової флотилії під час Білоруської наступальної операції 1944 року.

## Задум десантування
З першого дня проведення радянськими військами операції «Багратіон» катери Дніпровської військової флотилії, котрою командував капітан 1-го рангу Віссаріон Григор'єв, підтримували наступ частин 65-ї армії (командувач — генерал-полковник Павло Батов Першого Білоруського фронту (командувач — генерал армії — Костянтин Рокоссовський), яка наступала долиною річки Березина.
З метою ліквідації великого угрупування сил німецької 9-ї армії (генерал піхоти Ганс Йордан) групи армій «Центр» поблизу сіл Здудичі — Паричі, котре відбило перші радянські атаки, приймається рішення висадити річковий десант на околиці села Здудичі — задля швидшого зайняття його і унеможливлення прогальмовування радянського наступу — село було німцями перетворене на потужний оборонний вузол.
До складу десанту було виділено стрілецьку роту, а для її доставлення в заплановане місце десантування — 4 артилерійські катери, в загоні артилерійської підтримки знаходилося 8 катерів, 2 катери-тральщики (капітан-лейтенант Олег Селянкін, учасник боїв під Сталінградом) забезпечували похід; командиром операції було призначено капітана 3-го рангу А. І. Пескова. Командир бригади кораблів капітан 1-го рангу Степан Лялько після консультації з командиром 105-го стрілецького корпусу генерал-майором Д. Ф. Алексеєвим доповів по висхідній про доцільність та корисність десантної операції.

## Перебіг операції
25 червня 1944 з настанням темряви катери вирушають до визначеного місця висадки десанту. Після непомітного перетинання лінії фронту радянським десантом було виявлено німецьке плавуче заміноване загородження, що перекривало рух річкою, цю перепону мінери Дніпровської флотилії змогли приховано розвести — нацистські сили не почули за гримотінням боїв сусідніх над Березиною. До місця висадки десантні сили змогли підійти непоміченими, однак при наближенні до берега катери були виявлені. Німецька батарея була швидко знешкоджена — частина артилерійських катерів, виділених в загін артпідтримки, мала на озброєнні реактивні установки «Катюша», потраплянь в кораблі з німецького боку не було.
По десантниках вівся артилерійський та мінометний вогонь, окрім того почала обстріл розміщена на березі — на випадок появи радянських катерів — німецька гарматна батарея.
Десантована рота за підтримки вогню артилерійських катерів змогла на березі зайняти німецькі три траншейні лінії і в них зайняла оборону. Корабельний загін десантування в стислі терміни зміг здійснити ще один рейс та висадив на берег іще одну роту; після 3-годинного бою близько 4-ї ранку Здудичі та Судовіцу були зайняті радянськими військами, захоплено німецькі військові трофеї.
Зайняття Здудичів позитивним чином відобразилося на перебігу Бобруйської операції, що здійснювалася в цей час радянськими військами.
Згідно з радянськими даними, декілька катерів отримали осколкові ушкодження, поранено кілька червоноармійців, серед них командир загону старший лейтенант Б. І. Цейтлін.